# Lawrencia repens
Lawrencia repens är en malvaväxtart som först beskrevs av Spencer Le Marchant Moore, och fick sitt nu gällande namn av Ronald Melville. Lawrencia repens ingår i släktet Lawrencia och familjen malvaväxter. Inga underarter finns listade i Catalogue of Life.